# Bárbara
Bárbara Micheline do Monte Barbosa, kurz Bárbara (* 4. Juli 1988 in Recife), ist eine brasilianische Fußballspielerin.

## Vereinskarriere
Bárbara begann ihre Fußballkarriere 2008 beim Sport Recife, dessen Herrenmannschaft in der Série B spielte. Zwischenzeitlich kam sie nach Deutschland und wechselte 2014 zum BV Cloppenburg, wo sie nur vier Einsätze hatte. Seit 2014 spielt Bárbara wieder in Brasilien und stand von 2017 bis 2022 bei der AE Kindermann aus Caçador im Bundesstaat Santa Catarina unter Vertrag. Seit 2023 spielt sie bei Flamengo Rio de Janeiro in der ersten Liga (Série A1).

## Nationalmannschaft
Ihr Debüt in der brasilianischen Nationalmannschaft gab Bárbara am 2. September 2007 im Spiel gegen Japan. Bei den Olympischen Sommerspielen 2008 in Peking schaffte sie es mit Brasilien bis ins Finale, verlor dort jedoch mit 0:1 n. V. gegen die USA und gewann damit für Brasilien im olympischen Fußballturnier die Silbermedaille. Sie stand ebenfalls im Aufgebot der brasilianischen Frauenolympiaauswahl beim Fußballturnier der Olympischen Sommerspiele 2016 in Rio de Janeiro. Auch danach blieb Bárbara weiterhin im A-Kader der Auswahl und bestritt laufend Spiele. So auch bei der Fußball-Weltmeisterschaft der Frauen 2019, wo sie in allen vier Spielen in der Startelf stand, aber im Achtelfinale gegen Frankreich in der Verlängerung mit 1:2 ausschied.

## Erfolge
Nationalmannschaft
- Olympiade Silbermedaille: 2008
- Panamerikanische Spiele: 2015
- Südamerikameisterin: 2018

Kindermann
- Campeonato Brasileiro de Futebol Feminino Zweite: 2014, 2020
- Staatsmeisterschaft von Santa Catarina: 2018, 2019